# Spergularia
Spergularia és un gènere de plantes de flors amb 175 espècies, pertanyent a la família Caryophyllaceae. Són naturals de la conca del Mediterrani, Europa central i Amèrica del Nord. Creix a prop de les costes i en terrenys arenós. És una planta herbàcia caduca o perenne amb tija erecte i raïmificat, aconseguint una altura de 25 cm. Les fulles són estretes, oposades, lineals, sèssils. Les inflorescències en cims terminals amb flors de cinc pètals de color blanc a rosa. El fruit és una càpsula.

## Espècies seleccionades
- Spergularia aberrans I.M.Johnst.
- Spergularia andina Rohrb.
- Spergularia arbuscula (Gay) I.M.Johnst.
- Spergularia australis (Samp.) Ratter
- Spergularia azorica (Kindb.) Lebel
- Spergularia bocconei (Scheele) Asch. & Graebn.
- Spergularia bracteata (B.L.Rob.) A Nelson i J.F.Macbr.
- Spergularia canadensis (Pers.) G.Don
- Spergularia capillacea (Kindb.) & Lange) Willk.
- Spergularia collina I.M. Johnst.
- Spergularia confertiflora Steud.
- Spergularia congestifolia I.M. Johnst.
- Spergularia cremnophila I.M. Johnst.
- Spergularia denticulata Phil.
- Spergularia depauperata (Naudin) Rohrb.
- Spergularia diandra (Guss.) Heldr.
- Spergularia echinosperma (Celak.) Asch. i Graebn.
- Spergularia fasiculata Phil.
- Spergularia fimbriata Boiss. i Reut.
- Spergularia floribunda Rohrb.
- Spergularia heldreichii Foucaud ex E.Simon i P.Monnier
- Spergularia lycia P.Monnier i Quézel
- Spergularia macrorrhiza (Req.) ex Loisel.) Heynh.
- Spergularia macrotheca (Hornem. ex Cham. i Schltdl.) Heynh.
- Spergularia marina (L.) Besser
- Spergularia media (L.) C.Presl
- Spergularia microsperma Asch.
- Spergularia nicaeensis Sarato ex Burnat
- Spergularia pazensis (Rusby) Rossbach
- Spergularia platensis (Cambess.) Fenzl
- Spergularia purpurea (Pers.) G.Don
- Spergularia pycnantha Rossbach
- Spergularia rubra (L.) J.Presl & C.Presl
- Spergularia rupestris Cambess.
- Spergularia rupicola Lebel
- Spergularia segetalis (L.) G.Don
- Spergularia sparsiflora (Greene) A.Nelson
- Spergularia sperguloides Heynh.
- Spergularia spruceana R. Rossbach
- Spergularia squarrosa Muschl.
- Spergularia stenocarpa (Phil.) I.M.Johnst.
- Spergularia tangerina P.Monnier